# تاماش دارنی
تاماش دارنی (به مجاری: Tamás Darnyi) ورزشکار مرد رشتهٔ شنا اهل کشور مجارستان است. وی در بین سال‌های ‎۱۹۸۸ تا ۱۹۹۲ میلادی در مسابقات بازی‌های المپیک تابستانی در مجموع ۴ مدال طلا را کسب کرد.